# Microbiologie

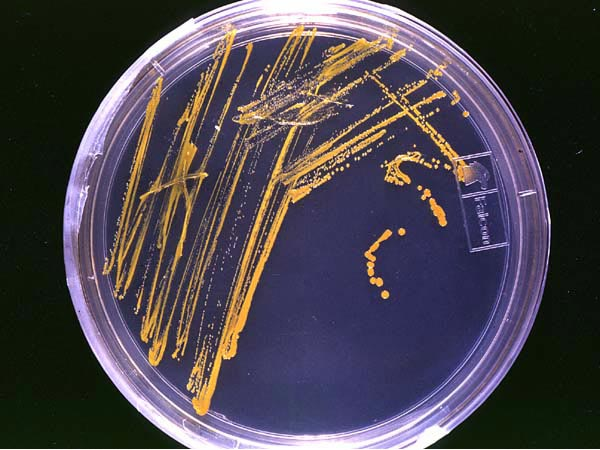
Microorganisme într-un vas Petri

Microbiologia reprezintă o ramură a biologiei, care se ocupă cu studiul microorganismelor unicelulare, invizibile cu ochiul liber (ciuperci microscopice, alge, bacterii, virusuri, protozoare) și influența acestora asupra oamenilor și a altor organisme.
Inițial, microbiologia studia numai procesele fizice, chimice și biologice legate de activitatea microorganismelor, pentru a putea folosi pe cele utile și pentru a contracara procesele dăunătoare omului. În ultimele decenii, domeniul de studiu al acestei discipline s-a extins prin genetica, biochimia și fiziologia microorganismelor.

## Științe înrudite
Bacteriologie • 
Bacteriologie medicală • 
Citologie microbiană • 
Ecologie microbiană • 
Epidemiologie • 
Ficologie • 
Fiziologie microbiană • 
Genetică microbiană • 
Imunologie • 
Micologie • 
Microbiologie celulară • 
Microbiologie evolutivă • 
Microbiologie moleculară • 
Nematologie • 
Parazitologie • 
Protozoologie • 
Taxonomie microbiană • 
Toxicologie • 
Toxicologie medicală • 
Virusologie • 
Virusologie medicală

## Istoria microbiologiei

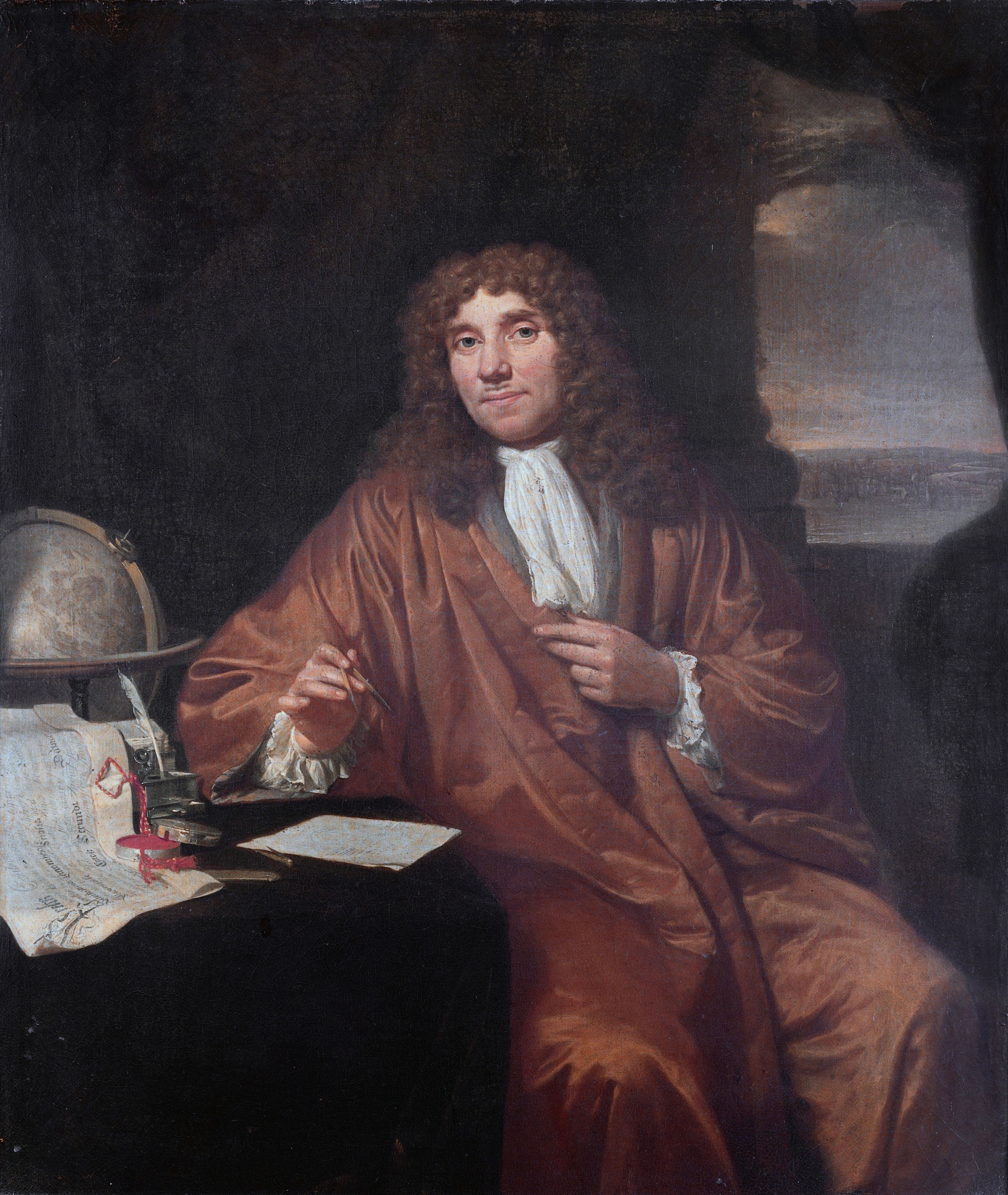
Pictură la Muzeul Boerhaave - Anton van Leeuwenhoek (portret de Jan Verkolje)

Încă din antichitate, oamenii de știință credeau că există niște făpturi mici, ce puteau cauza maladiile. De aceea, în multe regiuni mai dezvoltate (Roma, Grecia, semiții), existau norme igienice foarte stricte. Însă existența lor a fost demonstrată de abia câteva milenii mai târziu, odată cu inventarea microscopului. Astfel, Robert Hooke a fost primul, ce a susținut existența microorganismelor în 1660 în lucrarea sa Micrografia. Însă în 1676, Anton van Leeuwenhoek a fost primul care să descopere cu ajutorul microscopului primele microorganisme (bacterii) și să demonstreze existența lor. Iată de ce el este considerat de mulți oameni părintele microbiologiei.
În 1835, Agostino Bassi de Lodi a arătat că o boală a viermelui-de-mătase este provocată de un microorganism, aceasta a fost prima oară în istoria biologiei, când s-a demonstrat că un microorganism poate provoca maladia altui organism. 12 ani mai târziu, fizicianul maghiar Ignaz Semmelweis a fost primul ce a observat că doctorii spitalelor din Viena răspândeau infecții puerperale și i-a obligat să-și spele mâinile înainte de naștere.
Bazele microbiologiei moderne au apărut odată cu infirmarea teoriei generației spontane și acceptarea teoriei celulare (sau teoria germenilor) ca și cu descoperirea microscopului. Deși această teorie mai fusese propusă anterior, Louis Pasteur are meritul da fi reușit, în 1862, să dovedească printr-o serie de teste riguroase că fermentația nu apare spontan, ci este produsă de microorganismele care se dezvoltă în mediile bogate în nutrienți, în urma expunerii acestora la aer. Pasteur a arătat că fermentația poate fi prevenită dacă aerul care ajunge la mediul de cultură este trecut printr-un filtru sau printr-un tub lung ținut în flacără. Prin aceste experimente, Pasteur nu numai că a infirmat definitiv teoria generației spontane, dar a și pus bazele tehnicilor moderne de sterilizare.
În 1884, medicul german Robert Koch publică lucrarea sa, Postulatele lui Koch, o lucrare foarte importantă pentru microbiologie.

## Beneficiile microbilor

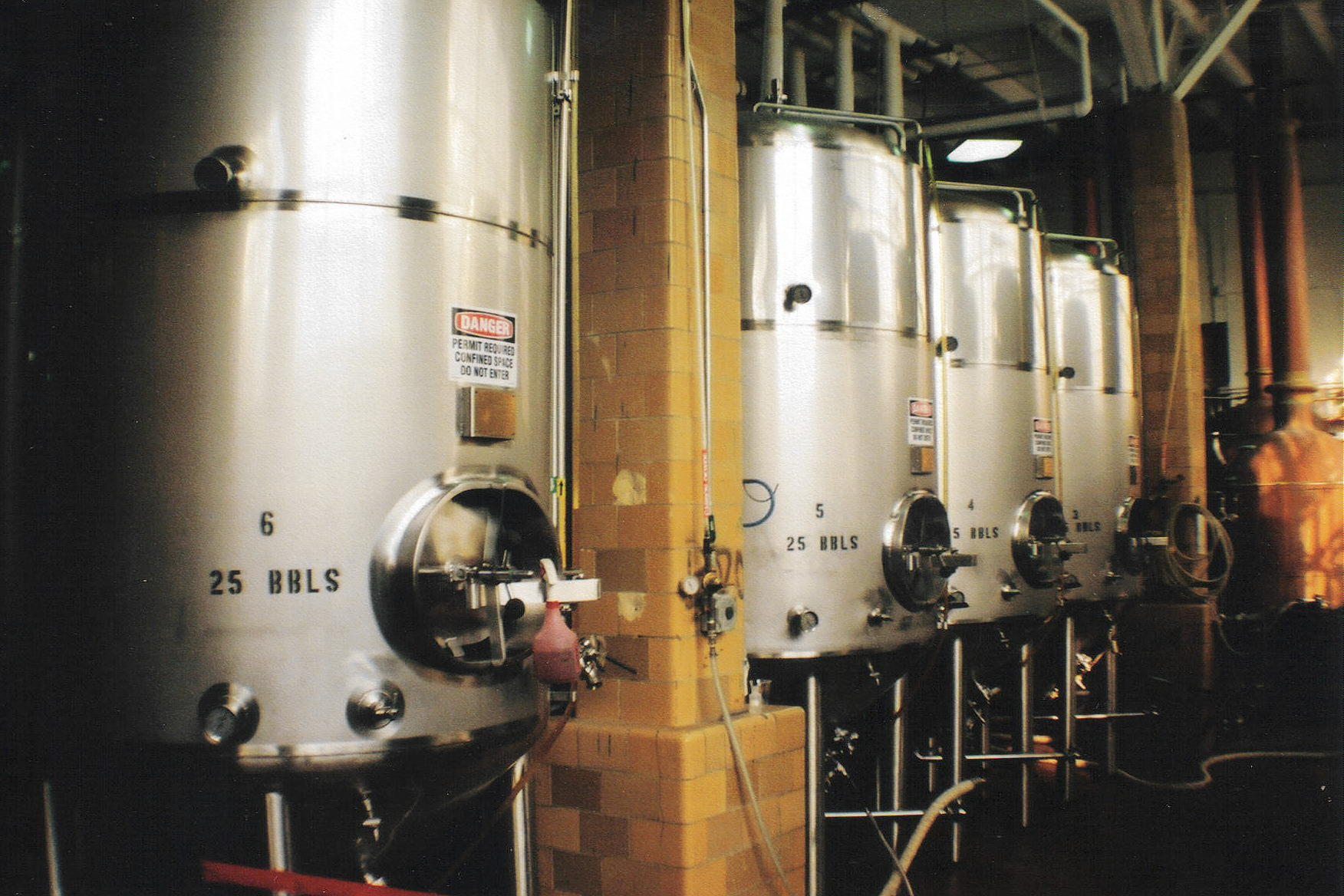
În fermentarea berii se folosește drojdie

Microbii contribuie la numeroase procese extrem de importante cum ar fi fermentația la nivel industrial (producția de alcool, oțet sau produse lactate), producția de antibiotice și clonarea organismelor complexe, cum ar fi plantele. Microbii sunt folosiți în biotehnologie pentru producerea de enzime cum ar fi enzima polimerază Taq.
Bacteriile pot fi folosite pentru producția de aminoacizi. Corynebacterium glutamicum este una dintre cele mai importante specii de bacterii, producând anual mai mult de două milioane de tone de aminoacizi.
Microorganismele produc biopolimeri cum ar fi polizaharidele, poliesterii sau poliamidele.
Microorganismele contribuie la biodegradarea deșeurilor casnice, industriale sau din agricultură. Potențialul de biodegradare al unui microb depinde de natura deșeurilor. Deoarece deșeurile sunt deseori amestecate, pentru a elimina contaminarea sunt folosite amestecuri din mai multe specii de bacterii și fungi, fiecare specifice unui tip de deșeu.
Unele comunități de microbi sunt benefice în digestie, producerea unor vitamine sau aminoacizi sau elimină agenți patogeni.
Studiile de cercetare au arătat că microbii ar putea fi utili în tratamentul cancerului. Tipuri diferite ale bacteria Clostridia pot trăi și se pot reproduce într-o tumoare. Clostridia poate în felul acesta “administra” medicamente direct în interiorul tumorii.